# Mistrovství Evropy v basketbalu žen 2027
41. mistrovství Evropy v basketbalu žen se má konat ve dnech 16.–27. června 2027 v Belgii, Finsku, Švédsku a Litvě. Hlavním hostitelem bude Litva, kde se odehrají i finálové zápasy.

## Týmy
- Belgie
- Finsko
- Litva
- Švédsko